# Saint-Pé-de-Léren
Pour les articles homonymes, voir Saint-Pé et Léren.
Saint-Pé-de-Léren (prononcé [sɛ̃ pe də leʁɛ̃] ; en béarnais Sent-Pèr-de-Lèren ou Sén-Pè-de-Lèren) est une commune française située dans le département des Pyrénées-Atlantiques, en région Nouvelle-Aquitaine.

## Géographie

### Localisation
La commune de Saint-Pé-de-Léren se trouve dans le département des Pyrénées-Atlantiques, en région Nouvelle-Aquitaine.
Elle se situe à 75 km par la route de Pau, préfecture du département, à 54 km d'Oloron-Sainte-Marie, sous-préfecture, et à 29 km d'Orthez, bureau centralisateur du canton d'Orthez et Terres des Gaves et du Sel dont dépend la commune depuis 2015 pour les élections départementales.
La commune fait en outre partie du bassin de vie de Peyrehorade.
Les communes les plus proches sont : 
Léren (1,2 km), Saint-Dos (2,5 km), Carresse-Cassaber (3,8 km), Auterrive (4,3 km), Sorde-l'Abbaye (4,3 km), Labastide-Villefranche (4,6 km), Saint-Cricq-du-Gave (5,1 km), Arancou (5,5 km).
Sur le plan historique et culturel, Saint-Pé-de-Léren fait partie de la province du Béarn, qui fut également un État et qui présente une unité historique et culturelle à laquelle s’oppose une diversité frappante de paysages au relief tourmenté.

### Communes limitrophes
Les communes limitrophes sont  Came, Carresse-Cassaber, Labastide-Villefranche, Léren, Saint-Dos et Sorde-l'Abbaye.
|      | Léren                  | Sorde-l'Abbaye (Landes) |
| Came | Saint-Pé-de-Léren      | Carresse-Cassaber       |
|      | Labastide-Villefranche | Saint-Dos               |

### Hydrographie

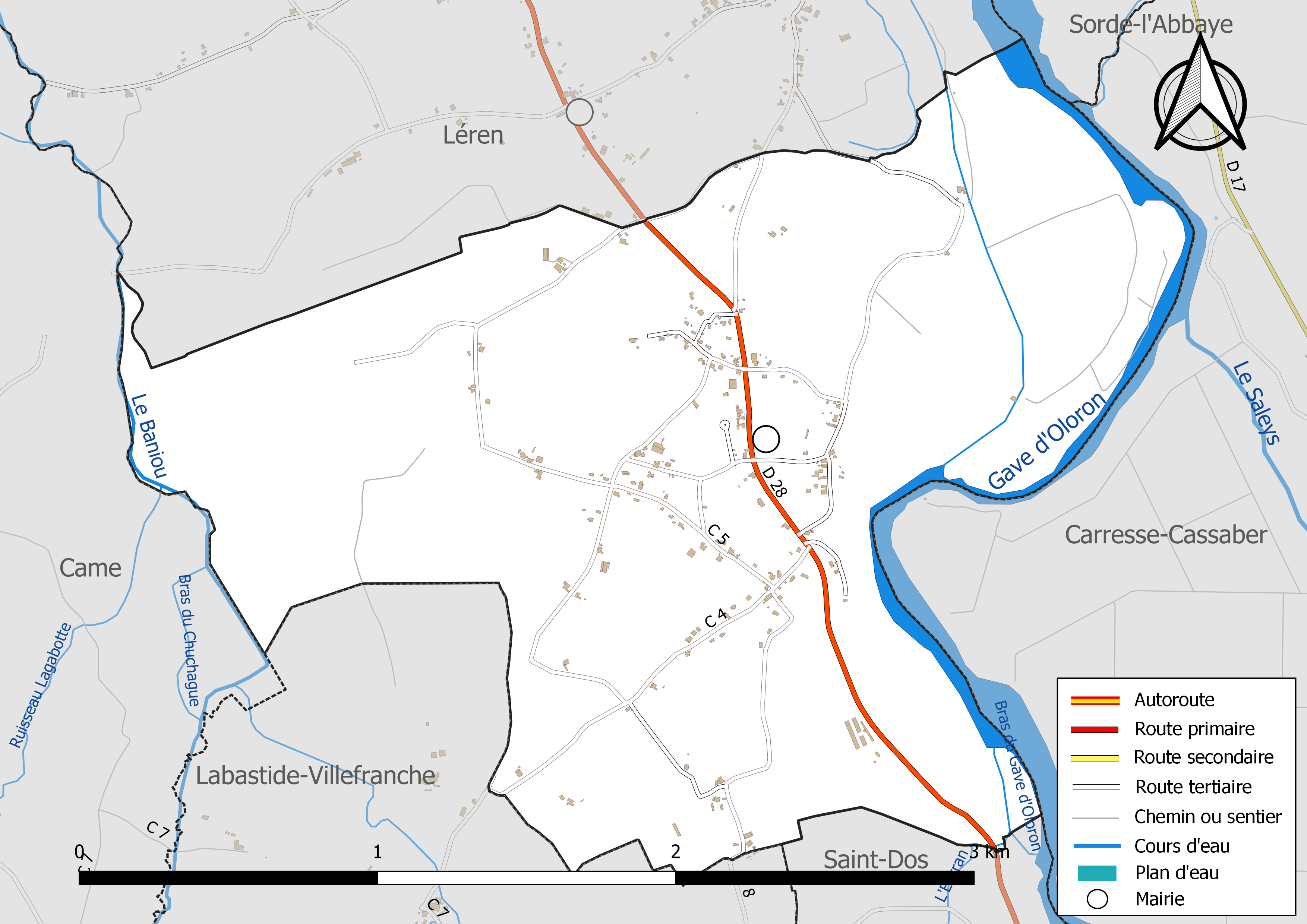
Réseaux hydrographique et routier de Saint-Pé-de-Léren.

La commune est drainée par le gave d'Oloron, le Baniou, un bras du gave d'Oloron, L'Entran, le ruisseau Lagabotte, et par divers petits cours d'eau, constituant un réseau hydrographique de 4 km de longueur totale,.
Le gave d'Oloron, d'une longueur totale de 148,8 km, prend sa source dans la commune de Laruns et s'écoule vers le nord-ouest. Il borde la commune a l'est puis est rejoint par le gave de Pau en amont de Peyrehorade pour former les Gaves réunis, après avoir traversé 64 communes.
Le Baniou, d'une longueur totale de 13,6 km, prend sa source dans la commune de Came et s'écoule du sud vers le nord. Il borde la commune à l'ouest puis se jette dans les gaves réunis à Oeyregave, après avoir traversé 8 communes.

### Climat
Pour des articles plus généraux, voir Climat de la Nouvelle-Aquitaine et Climat des Pyrénées-Atlantiques.
Historiquement, la commune est exposée à un micro climat océanique basque.  
En 2020, Météo-France publie une typologie des climats de la France métropolitaine dans laquelle la commune est exposée à un climat de montagne et est dans la région climatique Pyrénées atlantiques, caractérisée par une pluviométrie élevée (>1 200 mm/an) en toutes saisons, des hivers très doux (7,5 °C en plaine) et des vents faibles.
Pour la période 1971-2000, la température annuelle moyenne est de 14 °C, avec une amplitude thermique annuelle de 13,8 °C. Le cumul annuel moyen de précipitations est de 1 296 mm, avec 12,6 jours de précipitations en janvier et 8 jours en juillet. Pour la période 1991-2020, la température moyenne annuelle observée sur la station météorologique la plus proche, située sur la commune de Bidache à 8 km à vol d'oiseau, est de 14,5 °C et le cumul annuel moyen de précipitations est de 1 455,6 mm,. Pour l'avenir, les paramètres climatiques de la commune estimés pour 2050 selon différents scénarios d’émission de gaz à effet de serre sont consultables sur un site dédié publié par Météo-France en novembre 2022.

### Milieux naturels et biodiversité

#### Réseau Natura 2000
Le réseau Natura 2000 est un réseau écologique européen de sites naturels d'intérêt écologique élaboré à partir des Directives « Habitats » et « Oiseaux », constitué de zones spéciales de conservation (ZSC) et de zones de protection spéciale (ZPS).
Un site Natura 2000 a été défini sur la commune au titre de la « directive Habitats » : « le gave d'Oloron (cours d'eau) et marais de Labastide-Villefranche », d'une superficie de 2 547 ha, une rivière à saumon et écrevisse à pattes blanches,.

#### Zones naturelles d'intérêt écologique, faunistique et floristique
L’inventaire des zones naturelles d'intérêt écologique, faunistique et floristique (ZNIEFF) a pour objectif de réaliser une couverture des zones les plus intéressantes sur le plan écologique, essentiellement dans la perspective d’améliorer la connaissance du patrimoine naturel national et de fournir aux différents décideurs un outil d’aide à la prise en compte de l’environnement dans l’aménagement du territoire.
Une ZNIEFF de type 1 est recensée sur la commune, : 
les « Barthes et marécages de Saint-Pé-de-Léren » (46,07 ha), couvrant 2 communes du département et une ZNIEFF de type 2,, : 
le « réseau hydrographique du gave d'Oloron et de ses affluents » (6 885,32 ha), couvrant 114 communes dont 2 dans les Landes et 112 dans les Pyrénées-Atlantiques.

## Urbanisme

### Typologie
Au 1er janvier 2024, Saint-Pé-de-Léren est catégorisée commune rurale à habitat dispersé, selon la nouvelle grille communale de densité à sept niveaux définie par l'Insee en 2022.
Elle est située hors unité urbaine et hors attraction des villes,.

### Occupation des sols

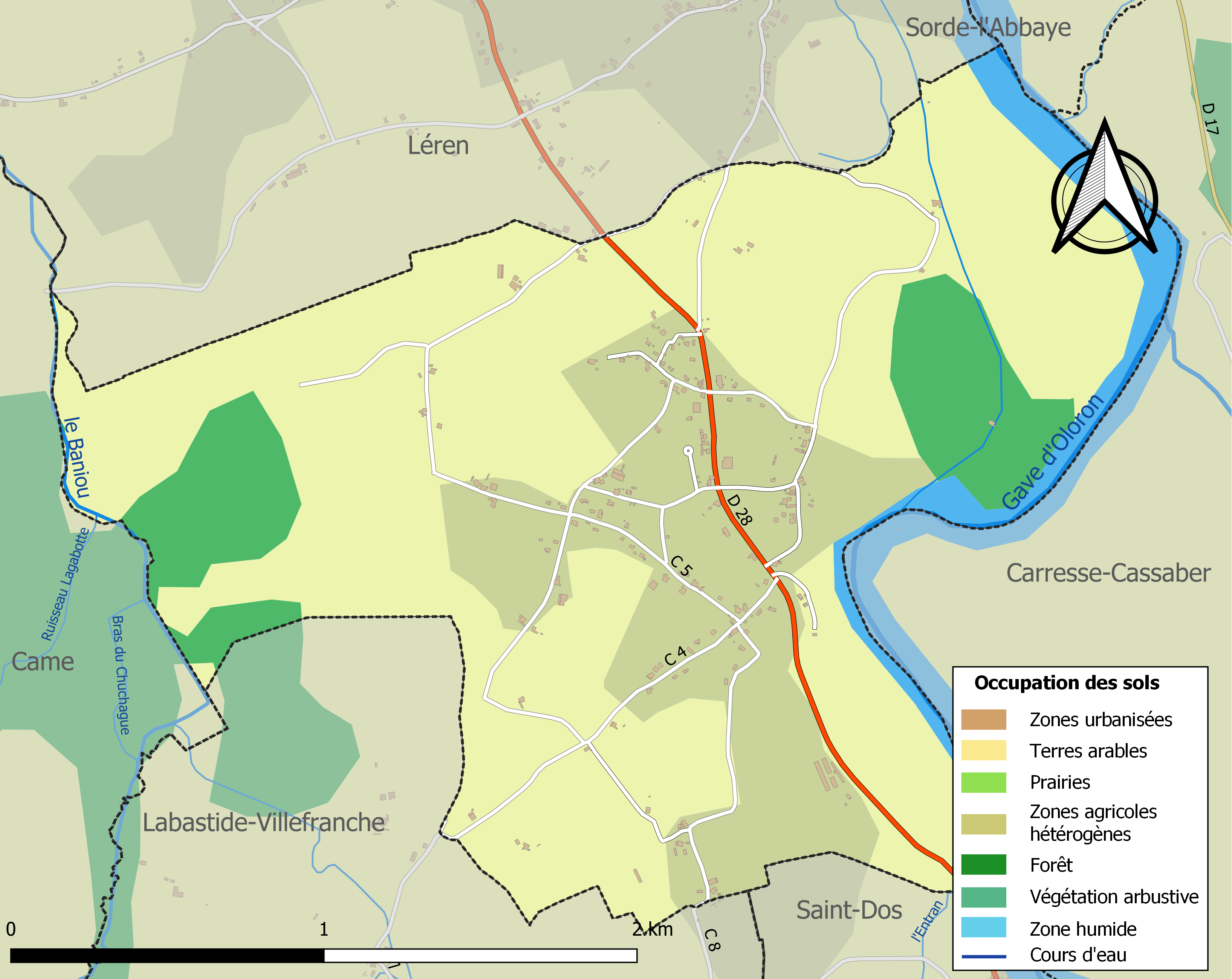
Carte des infrastructures et de l'occupation des sols de la commune en 2018 (CLC).

L'occupation des sols de la commune, telle qu'elle ressort de la base de données européenne d’occupation biophysique des sols Corine Land Cover (CLC), est marquée par l'importance des territoires agricoles (85,2 % en 2018), une proportion identique à celle de 1990 (85,2 %). La répartition détaillée en 2018 est la suivante : 
terres arables (62,9 %), zones agricoles hétérogènes (22,3 %), forêts (9,6 %), eaux continentales (5,2 %). L'évolution de l’occupation des sols de la commune et de ses infrastructures peut être observée sur les différentes représentations cartographiques du territoire : la carte de Cassini (XVIIIe siècle), la carte d'état-major (1820-1866) et les cartes ou photos aériennes de l'IGN pour la période actuelle (1950 à aujourd'hui).

### Lieux-dits et hameaux
- la Bourgade ;
- le Bois ;
- Lapeyre.

### Voies de communication et transports
La commune est desservie par la route départementale 28.

### Risques majeurs
Le territoire de la commune de Saint-Pé-de-Léren est vulnérable à différents aléas naturels : météorologiques (tempête, orage, neige, grand froid, canicule ou sécheresse), inondations et séisme (sismicité modérée). Un site publié par le BRGM permet d'évaluer simplement et rapidement les risques d'un bien localisé soit par son adresse soit par le numéro de sa parcelle.
Certaines parties du territoire communal sont susceptibles d’être affectées par le risque d’inondation par une crue à  débordement lent de cours d'eau, notamment le gave d'Oloron et le Baniou. La commune a été reconnue en état de catastrophe naturelle au titre des dommages causés par les inondations et coulées de boue survenues en 1982, 1983, 2009, 2014, 2018, 2019, 2021 et 2022,.

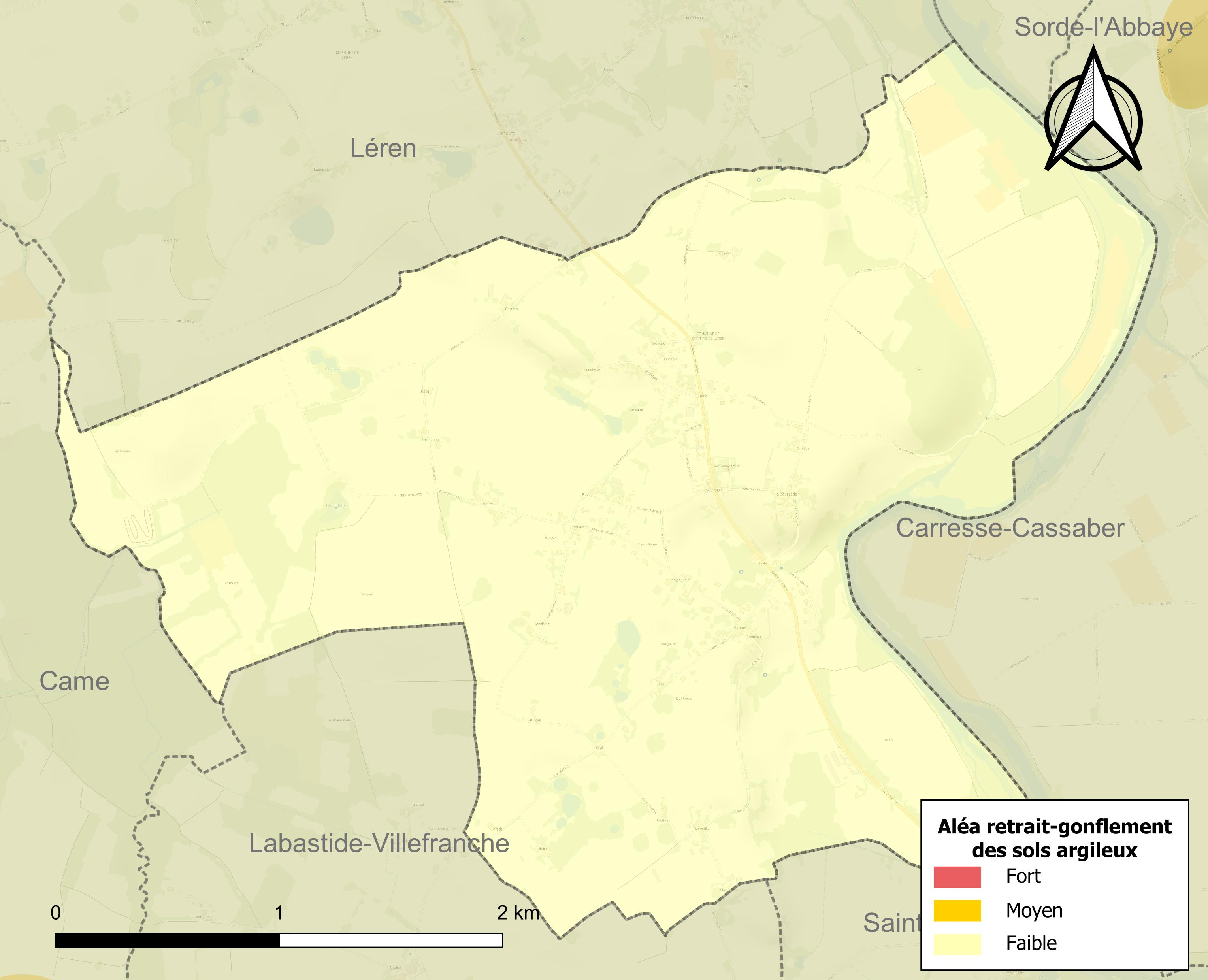
Carte des zones d'aléa retrait-gonflement des sols argileux de Saint-Pé-de-Léren.

Le retrait-gonflement des sols argileux est susceptible d'engendrer des dommages importants aux bâtiments en cas d’alternance de périodes de sécheresse et de pluie. Aucune partie du territoire de la commune n'est en aléa moyen ou fort (59 % au niveau départemental et 48,5 % au niveau national). Depuis le 1er octobre 2020, en application de la loi ELAN, différentes contraintes s'imposent aux vendeurs, maîtres d'ouvrages ou constructeurs de biens situés dans une zone classée en aléa moyen ou fort,.

## Toponymie

### Attestations anciennes
Le toponyme Saint-Pé-de-Léren apparaît sous les formes Sent-Per (1302, titres de Béarn), Sanctus-Petrus de Sendos (1413, rôles gascons) et  Saint-Pé en France (1675, réformation de Béarn).

### Étymologie
Le nom vient du latin Sanctus Petrus qui donne Sent Pèir ou Sent Pèr en gascon. L'hypothèse faisant venir le nom du village du gascon sendèr (sentier) est assez peu plausible. L'orthographe a fluctué allant de Saint-Pée à Saint-Pé avant de devenir définitivement Saint-Pé de Léren au début du XXe siècle pour le distinguer de Saint-Pée-sur-Nivelle.

### Graphie béarnaise
Son nom béarnais est Sent-Pèr-de-Lèren ou Sén-Pè-de-Lèren.

## Histoire
Paul Raymond note que Saint-Pé-de-Léren appartenait à l'archiprêtré de Rivière-Fleuve, nom d'un archiprêtré du diocèse de Dax qui tirait son nom de l'Adour.
La baronnie de Saint-Pé-de-Léren
La commune formait avec Came et Sames une baronnie dépendant du château de Dax, incluse dans le duché de Gramont.
Le village est né du dénombrement de grandes propriétés gallo-romaines et a très longtemps dépendu de l'abbaye bénédictine de Sorde. Il se présente avec un habitat très dispersé de chaque côté de l'ancienne voie de communication Peyrehorade-Oloron.

## Politique et administration

### Situation administrative
Saint-Pé-de-Léren a fait partie de l'arrondissement de Pau jusqu'au 30 décembre 2016. À cette date, elle appartient désormais à celui d'Oloron-Sainte-Marie.

### Liste des maires
| Période                                  | Période        | Identité                        | Étiquette | Qualité |
| ---------------------------------------- | -------------- | ------------------------------- | --------- | ------- |
| Les données manquantes sont à compléter. |                |                                 |           |         |
| 1995 2020                                | 2020 à ce jour | Bernard Saphores Gérard Loustau |           |         |

### Intercommunalité
Saint-Pé-de-Léren fait partie de sept structures intercommunales :
- la Communauté de communes du Béarn des Gaves ;
- le SIGOM ;
- le SIVU des cinq villages ;
- le SIVU pour le regroupement pédagogique des communes de Léren, Saint-Pé-de-Léren, Saint-Dos et Auterrive ;
- le syndicat d’énergie des Pyrénées-Atlantiques ;
- le syndicat intercommunal d’alimentation en eau potable du Saleys et des gaves ;
- le syndicat intercommunal des gaves et du Saleys.

## Population et société

### Démographie
L'évolution du nombre d'habitants est connue à travers les recensements de la population effectués dans la commune depuis 1793. Pour les communes de moins de 10 000 habitants, une enquête de recensement portant sur toute la population est réalisée tous les cinq ans, les populations de référence des années intermédiaires étant quant à elles estimées par interpolation ou extrapolation. Pour la commune, le premier recensement exhaustif entrant dans le cadre du nouveau dispositif a été réalisé en 2008.

En 2022, la commune comptait 268 habitants, en évolution de +4,28 % par rapport à 2016 (Pyrénées-Atlantiques : +3,78 %, France hors Mayotte : +2,11 %).
| 1793 | 1800 | 1806 | 1821 | 1831 | 1836 | 1841 | 1846 | 1851 |
| ---- | ---- | ---- | ---- | ---- | ---- | ---- | ---- | ---- |
| 296  | 334  | 390  | 400  | 420  | 391  | 376  | 379  | 388  |

| 1856 | 1861 | 1866 | 1872 | 1876 | 1881 | 1886 | 1891 | 1896 |
| ---- | ---- | ---- | ---- | ---- | ---- | ---- | ---- | ---- |
| 438  | 405  | 380  | 387  | 409  | 372  | 378  | 362  | 378  |

| 1901 | 1906 | 1911 | 1921 | 1926 | 1931 | 1936 | 1946 | 1954 |
| ---- | ---- | ---- | ---- | ---- | ---- | ---- | ---- | ---- |
| 337  | 353  | 340  | 303  | 295  | 304  | 272  | 246  | 248  |

| 1962 | 1968 | 1975 | 1982 | 1990 | 1999 | 2006 | 2008 | 2013 |
| ---- | ---- | ---- | ---- | ---- | ---- | ---- | ---- | ---- |
| 228  | 217  | 200  | 207  | 207  | 205  | 235  | 243  | 255  |

| 2018 | 2022 | - | - | - | - | - | - | - |
| ---- | ---- | - | - | - | - | - | - | - |
| 258  | 268  | - | - | - | - | - | - | - |

## Économie
La commune fait partie de la zone d'appellation de l'ossau-iraty.

## Culture locale et patrimoine
- Groupe de chanteurs béarnais et de danseurs-es sur échasses "Les Chancayres"
- Festival Lo Primtemps de l'Arribèra[44] qui se tient la veille des vacances de Pâques (3 jours-dont 2 jours avec les enfants de écoles)
- École de musique
- Bibliothèque municipale

### Patrimoine civil
Le château Labernède était le siège d'une notairerie royale pendant des siècles.
Le château Girard fut propriété d'un inspecteur général des troupes indigènes au Tonkin.
Le moulin Dufau, moulin à eau toujours en activité, bâti au XIIe siècle par les moines de l'abbaye Saint-Jean de Sorde, produit des farines Bio de blé, seigle, sarrasin, maïs, petit épeautre, à partir de grains fournis par des producteurs locaux. La vente s'effectue aux boulangers, commerces et particuliers.

### Patrimoine religieux
L'église Saint-Pierre avec son clocher récent qui a remplacé un clocher fronton probablement trinitaire, date partiellement du milieu du Moyen Âge. Plusieurs curés et seigneurs sont inhumés dans l'église. Elle recèle deux vitraux, l'un de Mauméjean représentant la tiare pontificale, l'autre dit « du coq » symbolisant le reniement de saint Pierre.

## Équipements
Enseignement
Saint-Pé-de-Léren dispose d'une école primaire.

## Personnalités liées à la commune
Bernard Charbonneau a habité dans la commune jusqu'à la fin de sa vie ; décédé en 1996 à la clinique de Saint-Palais, il est inhumé dans un caveau personnel situé dans sa propriété « Le Boucau » proche du gave d'Oloron ; son épouse Henriette, née Daudin et décédée en 2005, est inhumée également dans ce caveau auprès de son mari.